# Đảo California

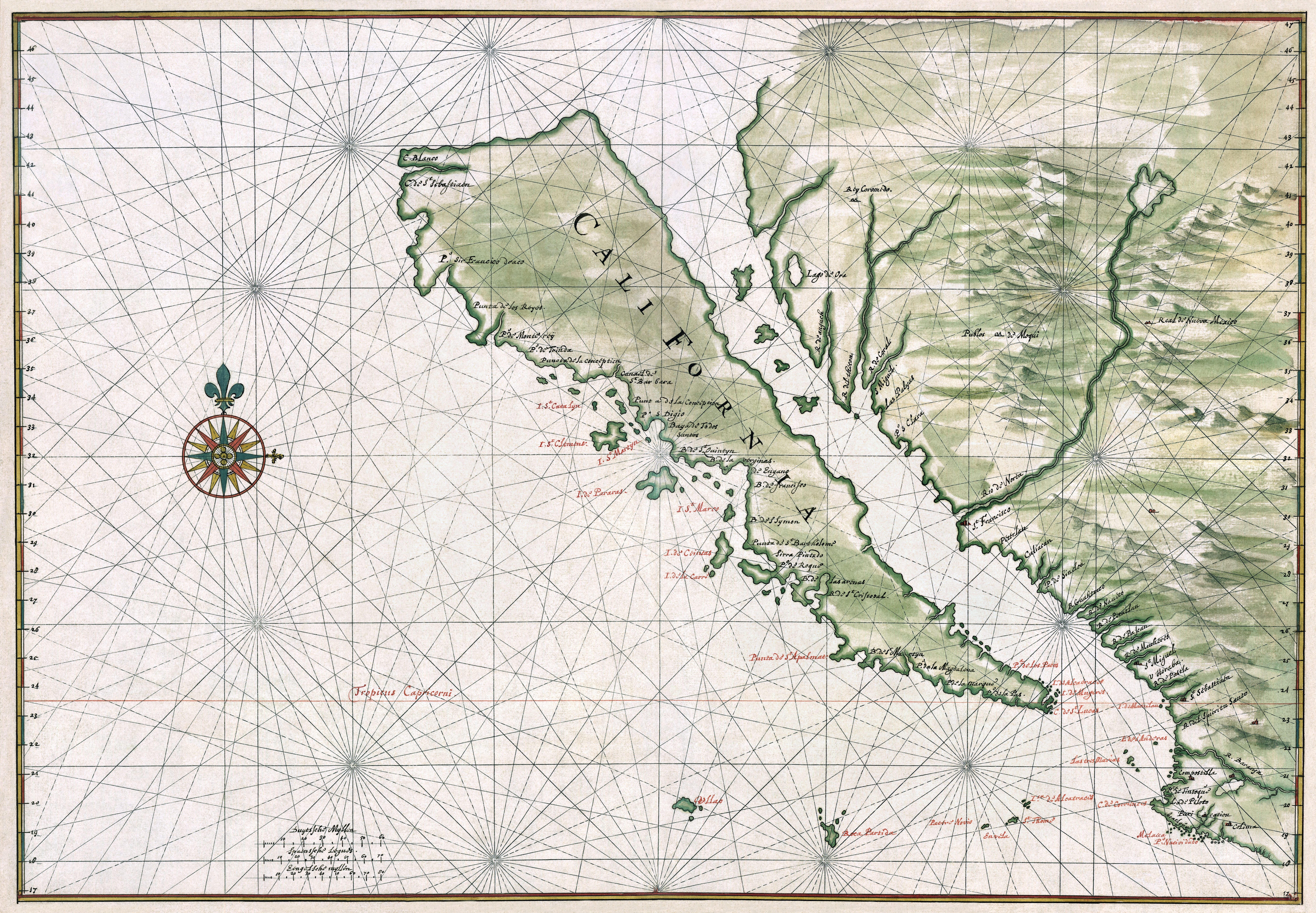
Bản đồ California, khoảng năm 1650; đã phục chế.

Đảo California, một lỗi phổ biến thường bị lặp lại trong các bản đồ của người châu Âu từ thế kỷ 16 đến thế kỷ 18.
đây là một quan niệm sai lầm của châu Âu trong một thời gian dài từ thế kỷ 16, cho rằng California không phải là một phần của lục địa Bắc Mỹ mà là một hòn đảo lớn tách ra từ lục địa bởi một eo biển nay được gọi là vịnh California.
Một trong những lỗi nổi tiếng nhất trong lịch sử bản đồ, nó đã được tuyên truyền trên các bản đồ nhiều người trong các thế kỷ 17 và 18, mặc dù có bằng chứng trái ngược từ các nhà thám hiểm khác nhau. Truyền thuyết ban đầu được truyền với ý tưởng rằng California là một thiên đường trên mặt đất, giống như Vườn Eden hay Atlantis.